# Ингирь (приток Суворощи)
Ингирь (Инга) — река в Гороховецком районе Владимирской области России. Устье реки находится в 66 км по правому берегу реки Суворощь. Длина реки составляет 18 км. Площадь водосборного бассейна — 70,9 км².
Исток реки находится в 3 км на запад от деревни Новый Поташ, течёт в восточном направлении. После приёма левого притока Серки поворачивает на северо-восток. Перед впадением в Суворощь делится на два русла, основным является новое, судя по всему, искусственного происхождения.

## Данные водного реестра
По данным государственного водного реестра России, относится к Окскому бассейновому округу, водохозяйственный участок реки — Клязьма от города Ковров и до устья, без реки Уводь, речной подбассейн реки — бассейны притоков Оки от Мокши до впадения в Волгу. Речной бассейн реки — Ока.
Код объекта в государственном водном реестре — 09010301112210000033973.